# 溶剂紫13
溶剂紫13是一种合成蒽醌类溶剂染料，分子式C21H15NO3，常温常压下为固体，具有明亮的蓝紫色，不溶于水。